# افشین زی‌نوری
افشین زی‌نوری (زادهٔ ۳ اردیبهشت ۱۳۵۵ در تهران) دوبلور، مجری و بازیگر ایرانی است. او در ۱۳ سالگی با بازیگری وارد دنیای هنر شد و پس از پنج سال با گفتن نقشی در فیلم ایرانی «کمین» گویندگی را آغاز کرد. در همین سال‌ها او با راه‌یافتن به گروه کودک شبکهٔ ۲ اجرا را نیز تجربه کرد. او در سال‌های اخیر برنامه‌های مختلف اجتماعی و مسابقات تلویزیونی را در شبکه‌های مختلف سیما اجرا کرده است. او در سال ۱۳۹۶ برنده تندیس بهترین مجری مسابقات تلویزیونی از جشنواره جام جم شد. زی‌نوری در آثاری مثل تلقین، اگه میتونی منو بگیر، رفتگان و… به جای دی‌کاپریو صحبت کرده است و همکاری‌های خاطره‌انگیزی با ناصر طهماسب، سعید شیخ‌زاده و شروین قطعه‌ای داشته است.

## دوبله
حرفهٔ اصلی زی‌نوری دوبله است. او در سال ۱۳۷۳ با راهنمایی‌های مجید قناد (که به گفتهٔ زی‌نوری نقش مهمی در همهٔ مراحل کاری‌اش داشته) به غلامعلی افشاریه معرفی شد و ۲ تا ۳ ماه زیر نظر افشاریه دوبله را آموخت. در واقع افشاریه نخستین مدیر دوبلاژی بود که از او آزمون صدا گرفت ولی نخستین نقشی که زی‌نوری اجرا کرد در فیلم «کمین» به مدیر دوبلاژی جلال مقامی بود.

زی‌نوری با گویندگی به جای شخصیت الک رمزی در سریال اسب سیاه تا اندازهٔ زیادی مردم را با صدای خود آشنا کرد. او اکنون دوبلور ثابت بازیگرانی چون لئوناردو دی کاپریو و مت دیمون در صدا و سیما است و در فیلم‌های هندی هم معمولاً گویندگی به جای عامر خان به او سپرده می‌شود. خود او می‌گوید فیلم‌هایی که به جای دی‌کاپریو حرف زده را خیلی دوست دارد.

### مدیر دوبلاژ
از سال ۱۳۸۷ با دوبله سریال انیمیشن ماهی رنگین کمان در سازمان صدا و سیما آغاز به کار نمود.

### دوبله
| سینمایی                                           | سریال                                              |
| ------------------------------------------------- | -------------------------------------------------- |
| مردی در نقاب آهنی (دی کاپریو)                     | ماجراهای اسب سیاه (الک رمزی)                       |
| اتاق ماروین (دی کاپریو)                           | پرستاران (پرستار جرارد-تیتراژ)                     |
| اگه میتونی منو بگیر (دی کاپریو)                   | کلید اسرار (راوی)                                  |
| تریستان و ایزولد (جیمز فرانکو)                    | فوتبالیست‌ها در راه جام جهانی ۲۰۰۲ (نوجوانی سوباسا) |
| رفتگان (دی کاپریو)                                | گمشده- لاست - (بون)                                |
| الماس خونین (لئوناردو دی‌کاپریو)                   | امپراتور دریا (نیون)                               |
| ویل هانتینگ خوب (مت دیمن)                         | امپراتور بادها (دوجین)                             |
| آقای ریپلی بااستعداد (مت دیمون)                   | هشدار برای کبرا ۱۱ (مدیر دوبلاژ و گوینده نقش سمیر) |
| برتری بورن (مت دیمون)                             | متشکرم (دکتر مین‌گوی‌سو)                             |
| اولتیماتوم بورن (مت دیمن)                         | سرزمین آهن (مدیر دوبلاژ)                           |
| سه‌گانه ارباب حلقه‌ها (الیجاه وود)                  | رودخانه ماه (مدیر دوبلاژ)                          |
| مرد خانواده (دان چیدل)                            | ۲۴ الکسیس دریزن (میشا کالینز)                      |
| گلادیاتور (خواکین فینیکس)                         | بازی تاج و تخت                                     |
| کنت منت کریستو (گای پیرس)                         |                                                    |
| ما فرشته نیستیم (شان پن)                          |                                                    |
| تازه‌وارد (متیو برودریک)                           |                                                    |
| گنده (تام هنکس)                                   |                                                    |
| رنگ پول (تام کروز)                                |                                                    |
| هری پاتر و زندان آزاکابان (هری پاتر)              |                                                    |
| آفرین پدر (عارف با بازی سمیر داتانی)              |                                                    |
| جنگ ستارگان (آناکین اسکای‌واکر)                    |                                                    |
| جنگ ستارگان: نیرو برمی‌خیزد (آدام درایور)          |                                                    |
| جنگ ستارگان (آناکین اسکای‌واکر)                    |                                                    |
| کینگزمن: سرویس مخفی (تارون اگرتون)                |                                                    |
| مریخی (مت دیمون)                                  |                                                    |
| شوالیه تاریکی برمی‌خیزد (جوزف گوردون لویت)         |                                                    |
| جانوران شگفت‌انگیز و زیستگاه آن‌ها (ادی ردمین)      |                                                    |
| راجا هندوستانی (عامر خان)                         |                                                    |
| دزدان دریایی کارائیب (اورلاندو بلوم)              |                                                    |
| جان‌سخت ۴ (جاستین لانگ)                            |                                                    |
| مردان ایکس: روزهای گذشته آینده (جیمز مک‌آووی)      |                                                    |
| تحت تعقیب (جیمز مک‌آووی)                           |                                                    |
| گرگ وال استریت (لئوناردو دی‌کاپریو)                |                                                    |
| روزی روزگاری در هالیوود (لئوناردو دی‌کاپریو)       |                                                    |
| چهار شگفت‌انگیز: قیام موج‌سوار نقره‌ای (کریس ایوانز) |                                                    |
| مقصد نهایی ۵ (مایلز فیشر)                         |                                                    |
| چهار شگفت‌انگیز (کریس ایوانز)                      |                                                    |
| مقصد نهایی ۳ (رایان مریمان)                       |                                                    |
| تایتانیک (لئوناردو دی‌کاپریو)                      |                                                    |
| مرد پولادین (هنری کاویل)                          |                                                    |
| بازگشته (لئوناردو دی‌کاپریو)                       |                                                    |
| عطش مبارزه: اشتعال (جاش هاچرسون)                  |                                                    |
| بتمن در برابر سوپرمن: طلوع عدالت (هنری کویل)      |                                                    |
| جک رایان: سرباز سایه (کریس پاین)                  |                                                    |
| موج ۳ (عامر خان)                                  |                                                    |
| قاتلان هندوستان (عامر خان)                        |                                                    |
| غلام (عامر خان)                                   |                                                    |
| شرلوک (مجموعه تلویزیونی)....... (جیمز موریارتی)   |                                                    |
| سرنوشت (مجموعه تلویزیونی):(ریو دوک هوان)          |                                                    |
| افسانه شهر قالی (سینمایی تلویزیونی):(قباد)        |                                                    |

### بازیگری
هیولا سال ۱۳۹۷

## بازیگری
بازیگری عرصه ایست که باعث راهیابی زی‌نوری به دنیای هنر شد. در آن زمان، سال ۱۳۶۸ او سیزده سال داشت و با نقش آفرینی در سریال «آیینه» به دنیای هنر راه یافت. بعداً در سریال دیگری به نام «به دنبال مهر» نیز بازی کرد و با حضور در فیلم «مرد نامرئی» سینما را نیز تجربه کرد. همچنین دو تله فیلم به نام‌های ۳۶۰ درجه و مسافر بهشت را در کارنامه بازیگریش به ثبت رساند. و بازی در سریال آسمان من از شبکه ۳ سال ۱۳۹۴ در نقش علیرضا اخوان از کارهای وی است. او همچنین در سریال نمایش خانگی هیولا به کارگردانی مهران مدیری در سال ۱۳۹۷ ایفای نقش کرد.

## اجرا
افشین زی‌نوری از سال ۱۳۷۲ تا ۱۳۷۶ مجری گروه کودک شبکهٔ ۲ بوده و آغاز اجرایش در برنامه‌های زنده به سال ۱۳۷۴ برمی گردد. او از جمله در برنامه‌های «طعم زندگی»، «پل»، «صبح تهران»، مسابقهٔ «گوی و میدان»، «ردپا»، مجری‌گری کرده و یکی از مجریان برنامهٔ صبحگاهی شبکه دو با نام «روز از نو» بود، او همچنین مجری مسابقه پربیننده جادوی صدا بوده است.
در سال ۱۳۹۵ تا ۱۳۹۹ اجرای سری دوم تا دهم مسابقه هوش برتر را بر عهده داشت.

## جوایز
1. برنده جایزه بهترین دوبلور مرد جوان در سال ۸۸ از وزارت فرهنگ و ارشاد اسلامی
2. برنده جایزه بهترین دوبلور مرد جوان در سال ۸۹ از وزارت فرهنگ و ارشاد اسلامی
3. برنده جایزه بهترین دوبلور و مدیر دوبلاژ در سال ۹۳ از سازمان صدا و سیما
4. برنده لوح تقدیر بهترین دوبلور جوان دوبلاژ در سال ۹۴ از جشنواره بین‌المللی فیلم فجر
5. بهترین مجری مسابقات تلویزیونی در سال ۹۶ از جشنواره جام جم
6. تندیس بهترین مدیر دوبلاژ و دوبلور همزمان در سال ۹۷ از سی و یکمین جشنواره بین‌المللی فیلم‌های کودکان و نوجوانان
7. بخش دوبلاژ: لوح تقدیر و تندیس جشنواره برای مدیریت دوبلاژ و صداپیشگی در سال ۹۷ از جشنواره جام جم